# María Belén Simari Birkner
María Belén Simari Birkner (* 18. August 1982 in San Carlos de Bariloche) ist eine argentinische Skirennläuferin. Sie stammt aus einer skibegeisterten Familie, ihr älterer Bruder Cristian Javier und ihre jüngeren Schwestern Macarena und Angélica sind ebenfalls Skisportler.

## Biografie
María Belén war in den 2000er einer der besten Skiläuferin Südamerikas, so gewann sie von 2000 bis 2007 achtmal in Folge die Gesamtwertung des South American Cups – meist vor ihrer Schwester Macarena. Nachdem sie in der Saison 2008 hinter ihrer Schwester Zweite geworden war, gewann sie danach wieder viermal in Folge die Gesamtwertung. Hinzu kommen zahlreiche Disziplinenwertungen und argentinische Meistertitel, vor allem in den technischen Disziplinen Slalom und Riesenslalom. Im Weltcup bestritt María Belén seit 1999 über 100 Rennen. Dabei erreichte sie nur einmal die Punkteränge, 2005 als 28. in der ersten Weltcup-Superkombination der Damen in San Sicario.
Bei den Olympischen Winterspielen 2002 in Salt Lake City, 2006 in Turin und 2010 in Vancouver war María Belén Simari Birkner Mitglied der argentinischen Olympiamannschaft. Bei insgesamt 13 Olympiastarts war der 20. Platz in der Kombination 2002 ihr bestes Ergebnis. Zudem nahm sie bereits an sieben alpinen Skiweltmeisterschaften teil (1999 in Vail/Beaver Creek, 2001 in St. Anton, 2003 in St. Moritz, 2005 in Bormio/Santa Caterina, 2007 in Åre, 2009 in Val-d’Isère und 2011 in Garmisch-Partenkirchen). Auch ihr bestes WM-Ergebnis erzielte sie in der Kombination – 1999 wurde sie 15. in der Kombination von Vail. 2019 nahm sie bei der Osttimoresischen Alpinen Skimeisterschaft teil.
Nach den Alpinen Skiweltmeisterschaften 2017 startete María Belén hauptsächlich noch im South American Cups sowie bei ausgewählten FIS-Rennen und nationalen Meisterschaften in Europa.

## Privates
María Belén Simari Birkner entstammt einer sportbegeisterten Familie. Ihre Tanten Magdalena und Carolina sowie ihre Onkel Jorge Raúl Birkner Cogan und Ignacio Birkner waren als Skirennläufer aktiv, ebenso wie ihre Schwestern Angélica und Macarena sowie ihr Bruder Cristian Javier, als auch ihre Cousins Jorge Francisco Birkner Ketelhohn und Tomás Birkner de Miguel. Zwei weitere Cousins, Bautista und Francisco Cruz Saubidet Birkner sind Segelsportler.

## Erfolge

### Olympische Winterspiele
- Salt Lake City 2002: 20. Kombination, 31. Slalom, 34. Riesenslalom, 35. Abfahrt, DNS Super-G
- Turin 2006: 29. Kombination, 37. Slalom, 47. Super-G
- Vancouver 2010: 29. Abfahrt, 31. Super-G, 46. Riesenslalom, DNF Slalom, DNF Super Kombination

### Weltmeisterschaften
- Vail/Beaver Creek 1999: 15. Kombination, 37. Super-G
- St. Anton 2001: 42. Super-G, DNF Riesenslalom, DNF Slalom, DNS Abfahrt
- St. Moritz 2003: 17. Kombination, 35. Riesenslalom, DNF Slalom
- Bormio 2005: 39. Riesenslalom, DNF Slalom
- Åre 2007: 27. Super Kombination, 46. Riesenslalom, DNF Slalom
- Val d’Isère 2009: 21. Super Kombination, 31. Abfahrt, 36. Slalom, 38. Riesenslalom
- Garmisch-Partenkirchen 2011: 18. Super-Kombination, 29. Abfahrt, 38. Slalom, 45. Riesenslalom
- Schladming 2013: 43. Riesenslalom, DNF Slalom, DNF Super Kombination, DNS Super-G
- Vail/Beaver Creek 2015: 39. Super-G, 47. Riesenslalom
- St. Moritz 2017: 55. Riesenslalom

### Weltcup
- 2 Platzierungen unter den besten 30

### Juniorenweltmeisterschaften
- Haute-Savoie 1998: 55. Slalom
- Pra Loup/Le Sauze 1999: 31. Slalom, 33. Riesenslalom, 35. Super-G, 46. Abfahrt
- Tarvisio 2002: 22. Riesenslalom, 26. Super-G

### South American Cup
- 92 Podestplätze, davon 35 Siege

| Datum           | Ort      | Land  |
| --------------- | -------- | ----- |
| 31. August 2000 | Portillo | Chile |

| Datum             | Ort                | Land  |
| ----------------- | ------------------ | ----- |
| 8. September 2010 | Nevados de Chillan | Chile |

| Datum              | Ort               | Land        |
| ------------------ | ----------------- | ----------- |
| 7. August 1999     | Cerro Catedral    | Argentinien |
| 28. August 1999    | El Colorado       | Chile       |
| 6. August 2000     | Chapelco          | Argentinien |
| 8. August 2000     | Bariloche         | Argentinien |
| 10. August 2000    | Bariloche         | Argentinien |
| 19. August 2000    | Antillanca        | Chile       |
| 6. August 2001     | Chapelco          | Argentinien |
| 14. August 2002    | Cerro Catedral    | Argentinien |
| 18. August 2002    | Antillanca        | Chile       |
| 2. August 2003     | Chapelco          | Argentinien |
| 9. August 2003     | Cerro Catedral    | Argentinien |
| 12. September 2003 | Antillanca        | Chile       |
| 9. August 2004     | Cerro Catedral    | Argentinien |
| 8. August 2005     | Chapelco          | Argentinien |
| 10. August 2005    | Chapelco          | Argentinien |
| 18. September 2005 | El Colorado       | Chile       |
| 19. September 2006 | Cerro Catedral    | Argentinien |
| 7. August 2007     | Cerro Castor      | Argentinien |
| 6. September 2007  | Termas de Chillán | Chile       |
| 18. September 2009 | Antillanca        | Chile       |
| 19. August 2011    | Cerro Catedral    | Argentinien |
| 4. August 2012     | Cerro Castor      | Argentinien |
| 26. August 2012    | El Colorado       | Chile       |
| 9. August 2016     | Cerro Catedral    | Argentinien |

| Datum              | Ort            | Land        |
| ------------------ | -------------- | ----------- |
| 12. August 2000    | Bariloche      | Argentinien |
| 13. September 2003 | Antillanca     | Chile       |
| 14. August 2004    | Cerro Catedral | Argentinien |
| 18. September 2006 | Cerro Catedral | Argentinien |
| 18. September 2009 | Antillanca     | Chile       |
| 3. August 2011     | Cerro Castor   | Argentinien |
| 15. September 2011 | Ushuaia        | Argentinien |
| 5. August 2012     | Cerro Castor   | Argentinien |

| Datum             | Ort                | Land  |
| ----------------- | ------------------ | ----- |
| 8. September 2010 | Nevados de Chillan | Chile |